# Bezirk Zofingen
| Sitze im Grossen Rat (2025–2028)                                                              |
| Insgesamt 15 Sitze - Grüne: 1 - SP: 2 - GLP: 1 - EVP: 1 - Mitte: 1 - FDP: 2 - SVP: 6 - EDU: 1 |

Einwohnerzahl

Der Bezirk Zofingen ist ein Bezirk des Kantons Aargau in der Schweiz, der aus dem südwestlichen Zipfel des Kantons besteht (der sog. Wetterecke). Der Bezirk umfasst 17 Einwohnergemeinden.

## Einwohnergemeinden
| Wappen       | Name der Gemeinde | Einwohner (31. Dezember 2023) | Fläche in km² | Einw. pro km² |
| ------------ | ----------------- | ----------------------------- | ------------- | ------------- |
| Aarburg      | Aarburg           | 8891                          | 4,41          | 2016          |
| Bottenwil    | Bottenwil         | 868                           | 5,10          | 170           |
| Brittnau     | Brittnau          | 4257                          | 13,67         | 311           |
| Kirchleerau  | Kirchleerau       | 935                           | 4,36          | 214           |
| Kölliken     | Kölliken          | 5035                          | 8,89          | 566           |
| Moosleerau   | Moosleerau        | 957                           | 3,81          | 251           |
| Murgenthal   | Murgenthal        | 3101                          | 18,62         | 167           |
| Oftringen    | Oftringen         | 15'080                        | 12,85         | 1174          |
| Reitnau      | Reitnau           | 1627                          | 8,02          | 203           |
| Rothrist     | Rothrist          | 9866                          | 11,85         | 833           |
| Safenwil     | Safenwil          | 4564                          | 5,99          | 762           |
| Staffelbach  | Staffelbach       | 1344                          | 8,93          | 151           |
| Strengelbach | Strengelbach      | 5104                          | 6,03          | 846           |
| Uerkheim     | Uerkheim          | 1433                          | 7,09          | 202           |
| Vordemwald   | Vordemwald        | 2013                          | 10,14         | 199           |
| Wiliberg     | Wiliberg          | 166                           | 1,17          | 142           |
| Zofingen     | Zofingen          | 12'796                        | 11,08         | 1155          |
| Total (17)   | Total (17)        | 78'037                        | 142,01        | 550           |

## Veränderungen im Gemeindebestand

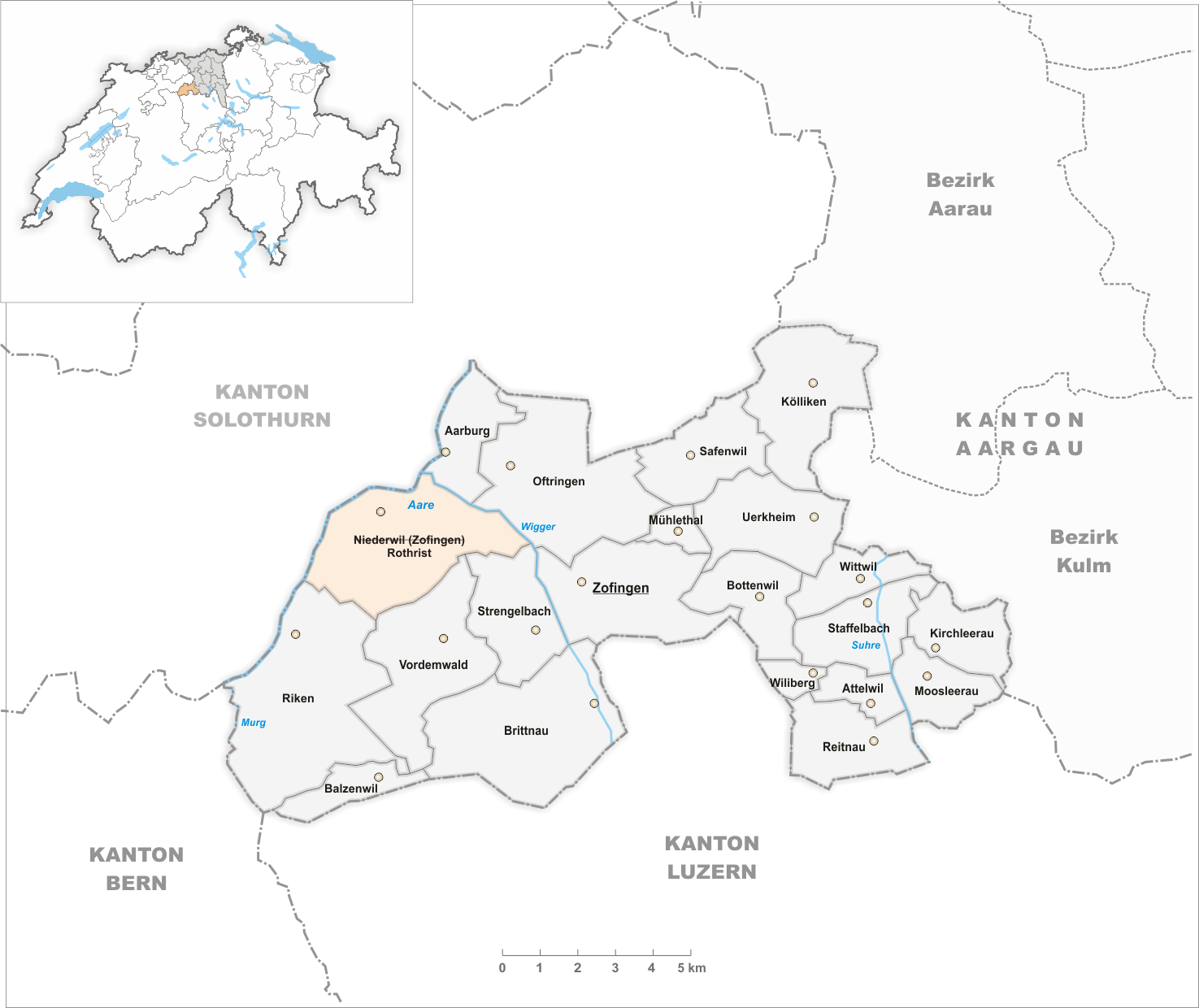
Gemeinden bis 1889
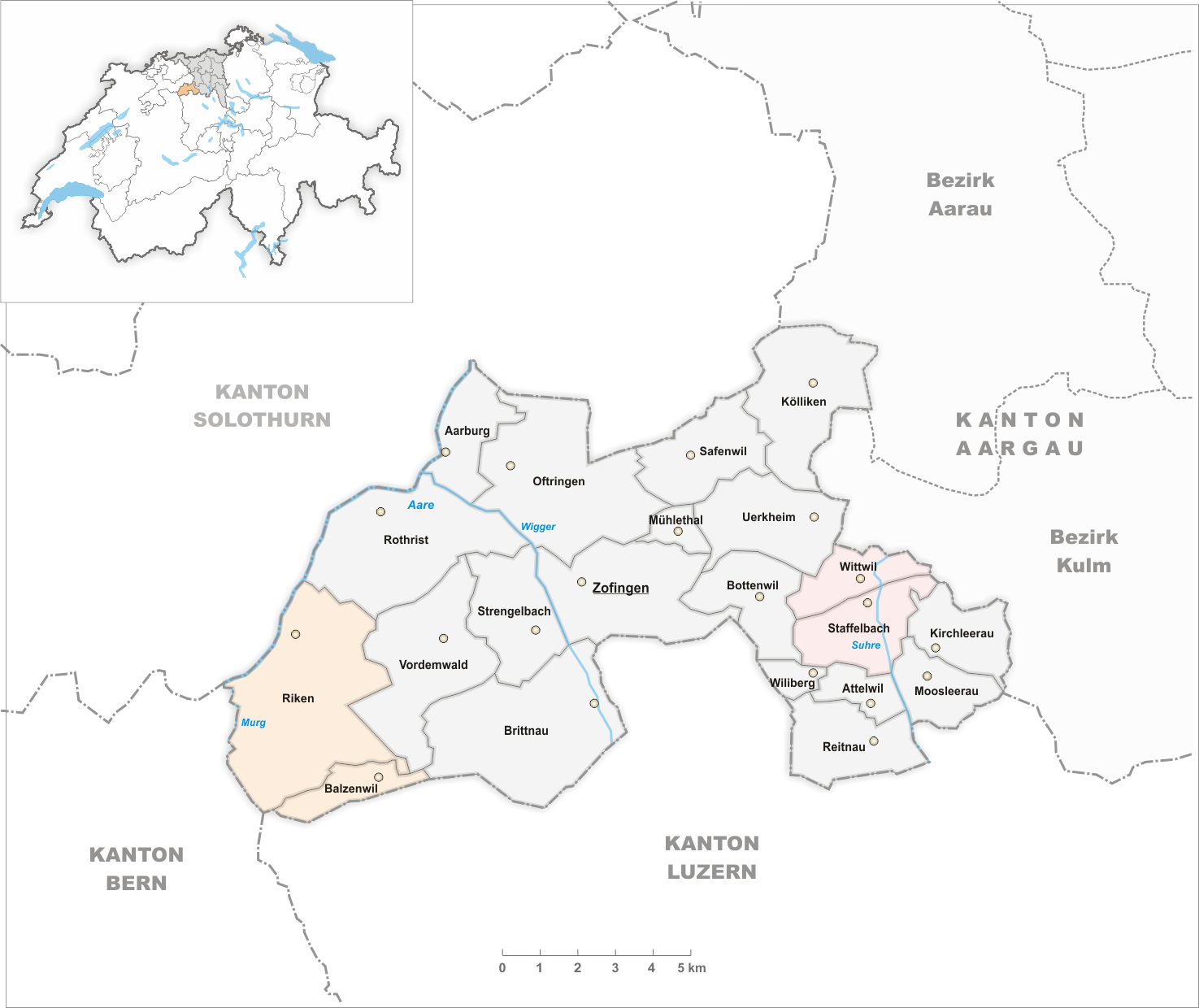
Gemeinden bis 1900
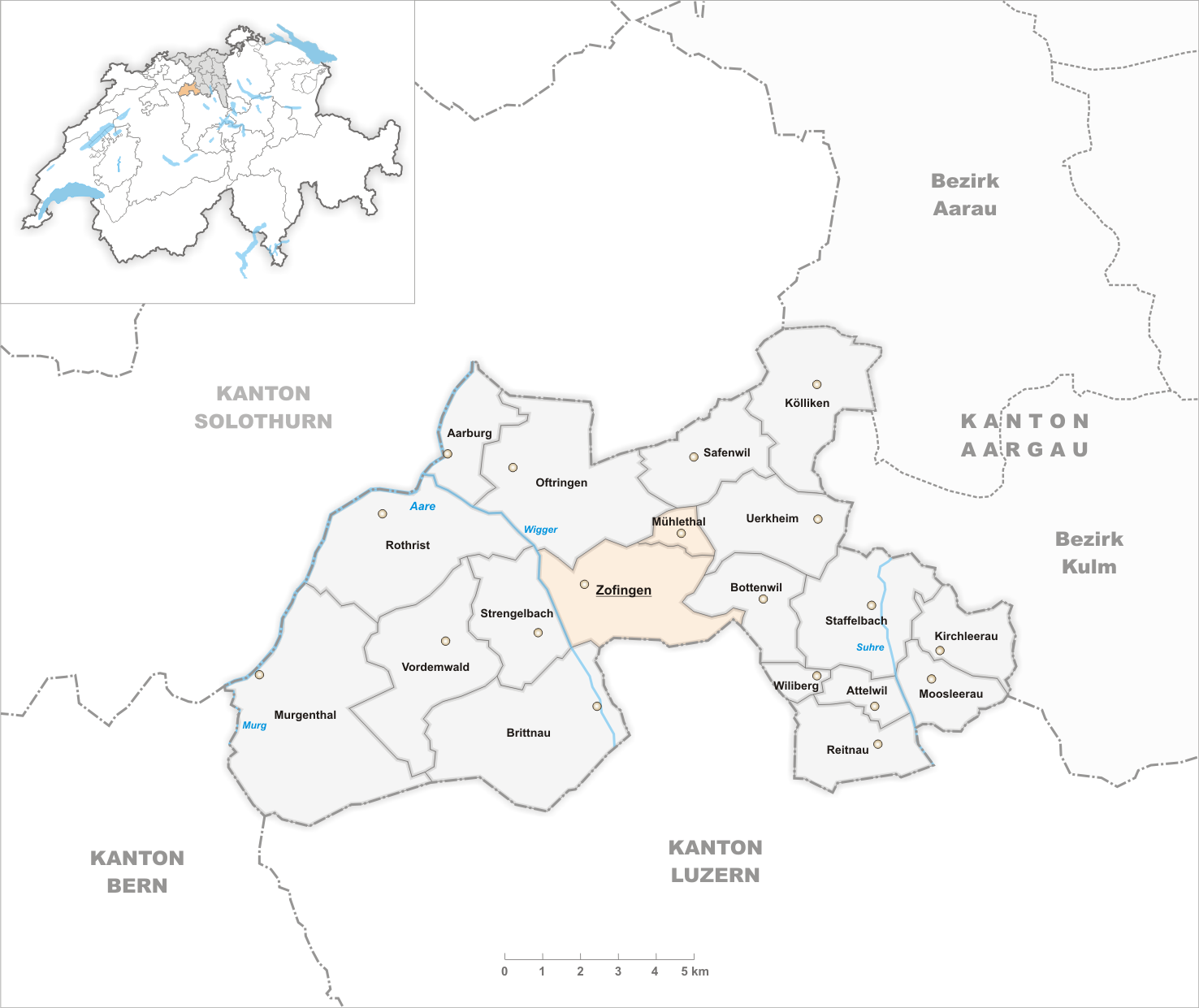
Gemeinden bis 2001
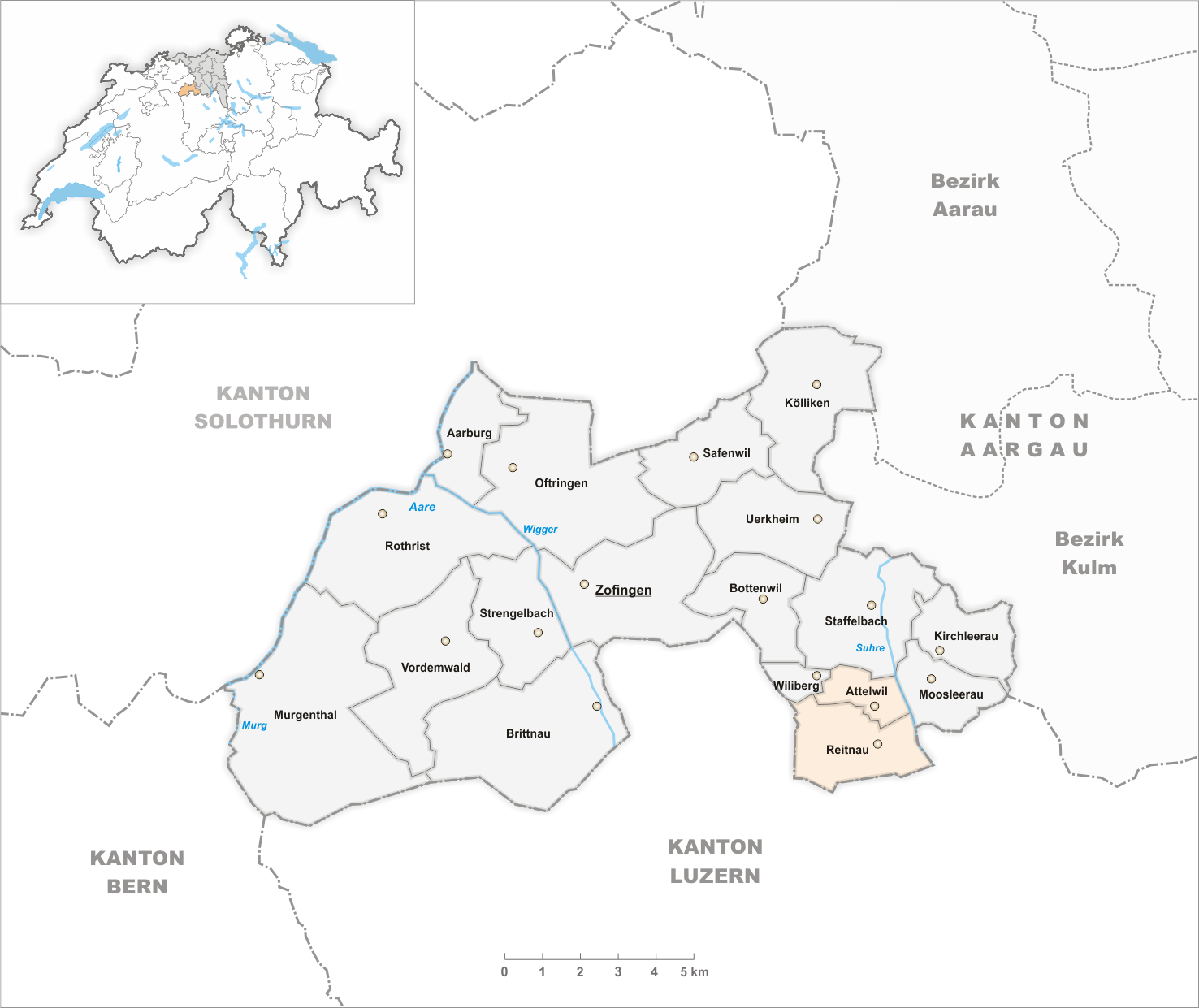
Gemeinden bis 2018

- 1803: Abspaltung von Riken → Balzenwil und Riken
- 1804: Abspaltung von Oftringen → Mühlethal und Oftringen
- 1890: Namensänderung von Niederwil (Zofingen) → Rothrist
- 1901: Fusion Balzenwil und Riken → Murgenthal
- 1901: Fusion Staffelbach und Wittwil → Staffelbach
- 2002: Fusion Zofingen und Mühlethal → Zofingen
- 2019: Fusion Attelwil und Reitnau → Reitnau

## Ortschaften
| PLZ  | Name der Ortschaft | Gemeinde    |
| ---- | ------------------ | ----------- |
| 5056 | Attelwil           | Reitnau     |
|      | Balzenwil          | Murgenthal  |
|      | Glashütten         | Murgenthal  |
|      | Riken              | Murgenthal  |
|      | Walliswil          | Murgenthal  |
|      | Wittwil            | Staffelbach |
| 4812 | Mühlethal          | Zofingen    |